# Dödskallegrottan
Dödskallegrottan har varit Fantomen-ättens hemvist sedan 1536, då den blivande förste Fantomen överlevde ett piratöverfall och spolades i land på Bengalis kust. Han togs om hand av bandarerna som förde honom till en grotta belägen bakom ett vattenfall i De Djupa Skogarna, vars utseende påminde om en dödskalle. Mannen som kom att bli den första Fantomen förstärkte under åren dödskalledragen hos grottan.
I grottan finns bl.a. tronrummet med dödskalletronen, ett krönikerum, ett radiorum, stora skattkammaren som är ett museum med många sällsynta (i vissa fall unika) historiska föremål, lilla skattkammaren som innehåller mängder av guld och andra mer konventionella dyrbarheter, kryptan där tidigare generationer är begravda, samt De försvunnas valv där personer som trotts vara försvunna har begravts i hemlighet. Gångar i grottans inre leder djupt in och döljer många hemligheter, vilket visat sig i äventyr som "Den gyllene runans gåta", "Tors hammare" och "Ödets spjut:Del 4".
I nyare versioner har dock Fantomen också ett trädslott.
Dödskallegrottan är granne med bandarbyn.
 Artikeln var, i den version den hade den 1 mars 2007, helt eller delvis hämtad från Seriewikin (hos Seriefrämjandet): Dödskallegrottan